# Ameos Klinikum Hildesheim
Das Ameos Klinikum Hildesheim ist eine zum Gesundheitsdienstleister Ameos gehörende psychiatrische Klinik und ehemaliges Niedersächsisches Landeskrankenhaus in Hildesheim mit 579 Planbetten.

## Geschichte
Im Zuge der Säkularisation wurde das Michaeliskloster aufgelöst und in eine Heilanstalt für Geistes- und Gemütskranke umgewandelt. Diese eröffnete am 30. Mai 1827. Im Jahr 1833 kam das benachbarte Magdalenenkloster hinzu. Zusammen erhielten sie die Bezeichnung Heil- und Pflegeanstalt Hildesheim. Ein dritter Anstaltsbereich wurde 1849 im Sültekloster eröffnet. Nunmehr galt die Einrichtung als größte in Deutschland. In den 1890er Jahren war Fritz Haarmann in der Sülte untergebracht, bevor er seine Mordserie verübte.
Zur Zeit des Zweiten Weltkriegs wurden im Rahmen der „Aktion T4“ über 400 Patienten in die Tötungsanstalt Hadamar verbracht. Am 28. Oktober 1968 erfolgte die Grundsteinlegung für einen Neubau an der Goslarschen Landstraße, und zwei Jahre später wurde die Einrichtung in Niedersächsisches Landeskrankenhaus Hildesheim umbenannt. In den Jahren 1974–1976 erfolgte der Umzug auf das heutige Gelände am Galgenberg. Im September 2007 wurde das Krankenhaus privatisiert, an die Ameos Gruppe verkauft und erhielt den Namen Ameos Klinikum Hildesheim.

## Stationen, Tageskliniken, Ambulanzen
Das Ameos Klinikum Hildesheim verfügt über 21 Stationen auf dem Gelände.
- Bereich A1:Akutpsychiatrie mit Intensiveinheit für Erwachsene

- Bereich A2: Psychosen-Psychotherapie und Sozialpsychiatrie für Erwachsene
- Bereich A3: Depressionen und Bipolare Störungen
- Bereich E1: Schulvermeidende, vollstationär
- Bereich E2 / E3: Kinder, vollstationär
- Bereich E4: Jugendliche, vollstationär und z. T. teilstationär
- Bereich ETK-1 / ETK-2: Kinder, teilstationär
- Bereich G1: Gerontopsychiatrie und Psychotherapie, geschützte Demenzstation
- Bereich G2: Gerontopsychiatrie und Psychotherapie, geschützte Station
- Bereich G3: Gerontopsychiatrie und Psychotherapie
- Bereich J1: Allgemeinpsychiatrie für junge Erwachsene
- Bereich K1: Beschützender Intensivbereich für Kinder
- Bereich K2/K3: Beschützender Intensivbereich für Jugendliche
- Bereich S1: Geschützter Entzug von Alkohol und Medikamenten
- Bereich S2: Behandlung von psychotischen Störungen und Sucht
- Bereich S3: Entzug von illegalen Substanzen
- Bereich T1: Krisenintervention für Persönlichkeits- und Traumafolgestörung
- Bereich T2: DBT-Behandlung
- Bereich T3: Traumafolgestörung
- DBT-A Bereich Leuchtturm: Dialektisch Behaviorale Therapie für Adoleszente
- Institutsambulanz Gerontopsychiatrie und Psychotherapie
- Institutsambulanz Suchtmedizin und Psychotherapie
- Institutsambulanz Forensische Psychiatrie und Psychotherapie
- Institutsambulanz für Kinder und Jugendliche
- Tagesklinik für Persönlichkeits- und Traumafolgestörungen
- Tagesklinik Gerontopsychiatrie und Psychotherapie
- Tagesklinik Suchtmedizin und Psychotherapie
- Tagesklinik für Kinder und Jugendliche
- Traumaambulanz für Erwachsene

## Außenstellen
Außenstelle Hildesheim:
- Institutsambulanz für Erwachsene
- Tagesklinik JTK-1: Schwerpunkt Psychosen, Entwicklungs- und Verhaltensstörungen für junge Erwachsene
- Tagesklinik JTK-2: Schwerpunkt Depressionen für junge Erwachsene

Außenstelle Holzminden:
- Institutsambulanz für Erwachsene
- Tagesklinik für Erwachsene

Außenstelle Alfeld:
- Institutsambulanz für Erwachsene
- Tagesklinik für Erwachsene

Außenstelle Hameln:
- Institutsambulanz für Erwachsene
- Institutsambulanz für Kinder und Jugendliche
- Tagesklinik für Erwachsene
- Tagesklinik für Kinder und Jugendliche

Außenstelle Goslar:
- Institutsambulanz für Kinder und Jugendliche
- Tagesklinik für Kinder und Jugendliche